# Bộ Hải âu
Bộ Hải âu (danh pháp khoa học: Procellariiformes) là một bộ chim biển, bao gồm: hải âu, hải âu mày đen, hải yến phương bắc, hải yến phương nam và hải âu lặn. Các loài thuộc bộ này sống trên mặt biển và phân bố trên toàn các đại dương, với sự đa dạng loài lớn nhất tập trung quanh New Zealand. Chúng là các loài chim sống theo đàn, chủ yếu làm tổ trên các hòn đảo xa xôi, không có động vật ăn thịt. Các loài lớn hơn làm tổ trên bề mặt, trong khi hầu hết các loài nhỏ hơn làm tổ trong các hốc và hang.
Các loài thuộc Bộ Hải âu đã có mối quan hệ lâu dài với con người. Chúng là nguồn thực phẩm quan trọng đối với nhiều người và tiếp tục bị săn bắt như vậy ở một số nơi trên thế giới. Chim hải âu nói riêng đã là chủ đề của nhiều mô tả văn hóa. Bộ Hải âu bao gồm một số loài chim có mức nguy cấp cao nhất, với nhiều loài bị đe dọa tuyệt chủng do những loài săn mồi du nhập vào các khu vực sinh sản của chúng, ô nhiễm biển và đánh bắt nhầm cá. Các nhà khoa học, nhà bảo tồn, ngư dân và chính phủ trên khắp thế giới đang làm việc để giảm thiểu các mối đe dọa gây ra cho chúng, và những nỗ lực này đã dẫn đến việc ký kết Hiệp định về Bảo tồn Chim hải âu, một hiệp ước quốc tế ràng buộc về mặt pháp lý được ký vào năm 2001.

## Phân loại học
Có khoảng 125 loài còn sinh tồn trong bộ Procellariiformes phân bố trên toàn cầu, và bộ này được chia thành 4 họ còn sinh tồn và 01 họ tuyệt chủng:
- Họ †Diomedeoididae (Oligocene sớm – Miocene sớm)
- Họ Procellariidae
- Họ Diomedeidae
- Họ Hydrobatidae
- Họ Pelecanoididae

hai phân họ của họ Hydrobatidae là Oceanitinae và Hydrobatinae, có thể được xếp thành các họ riêng biệt.

## Hình ảnh

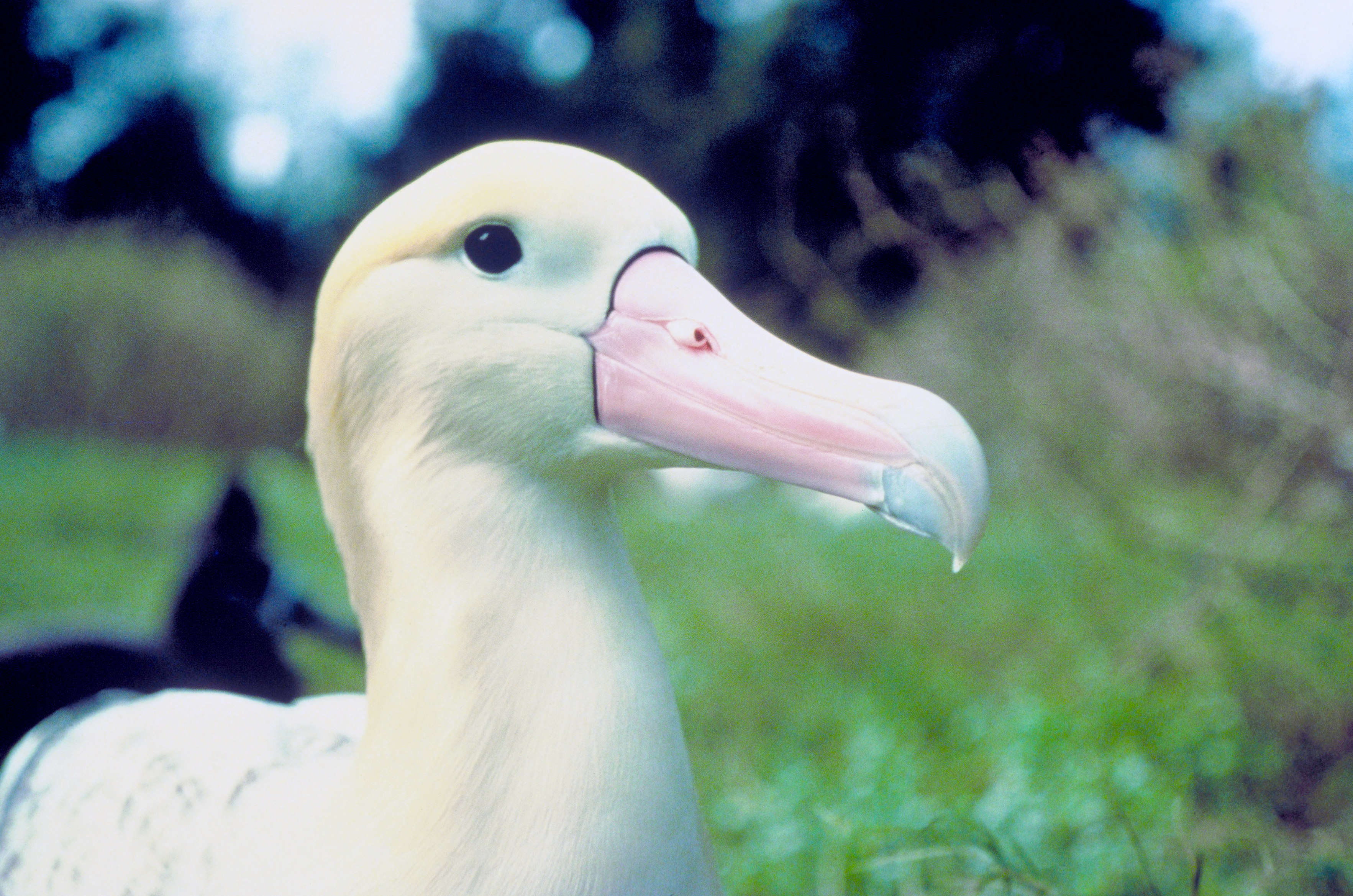
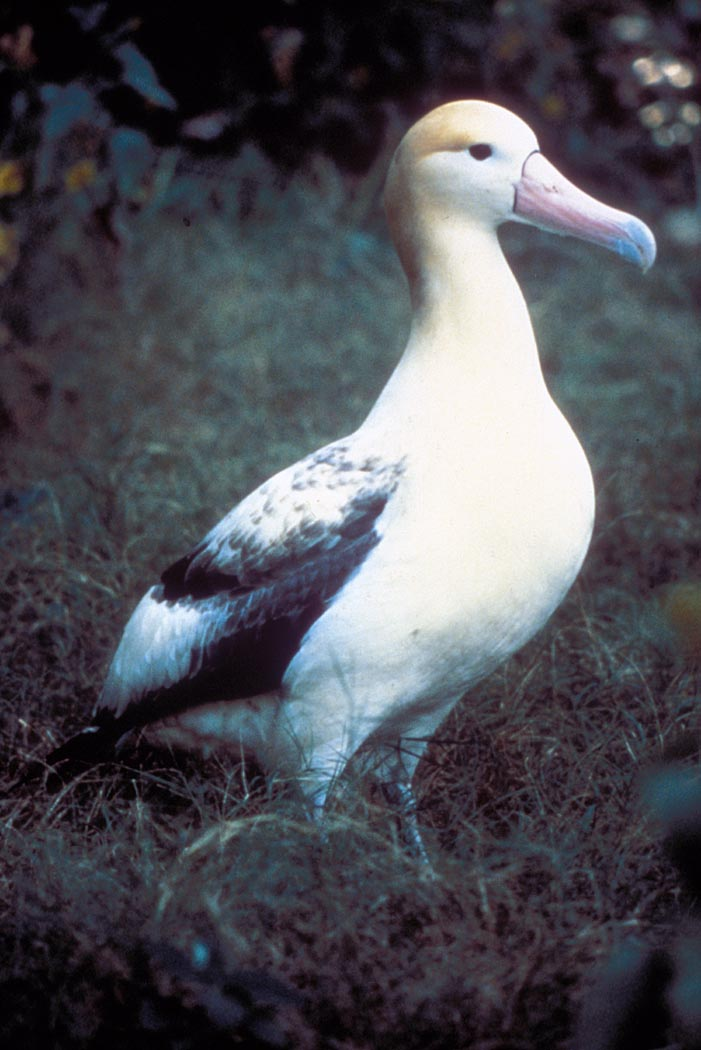
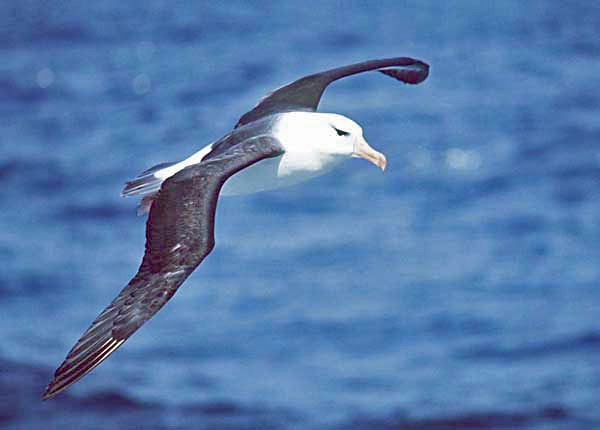
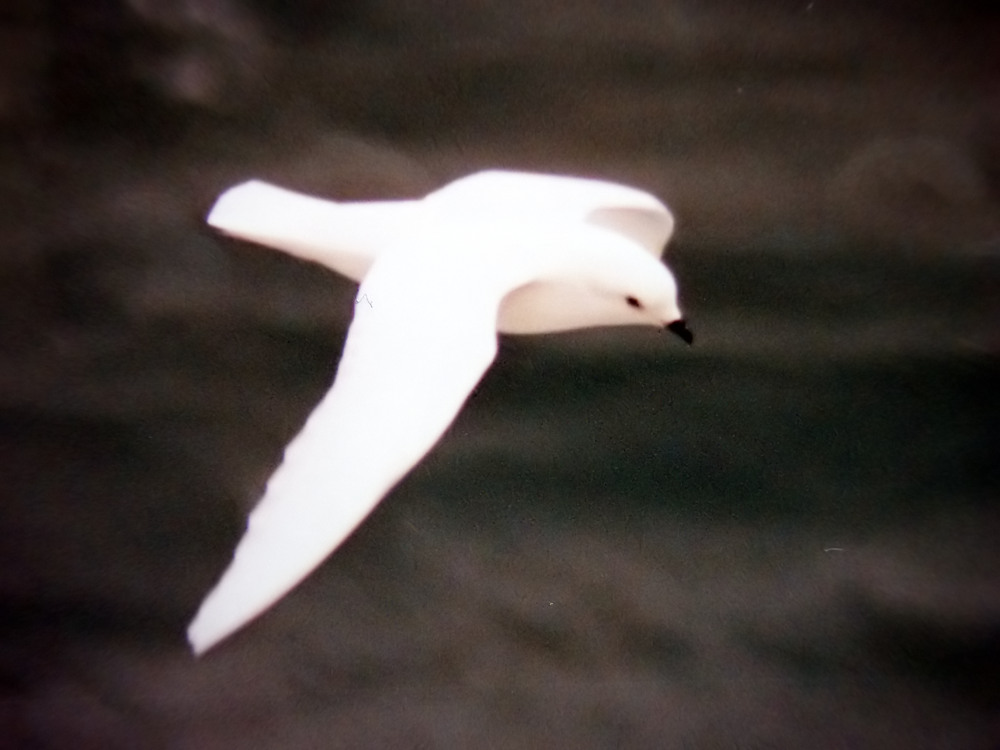
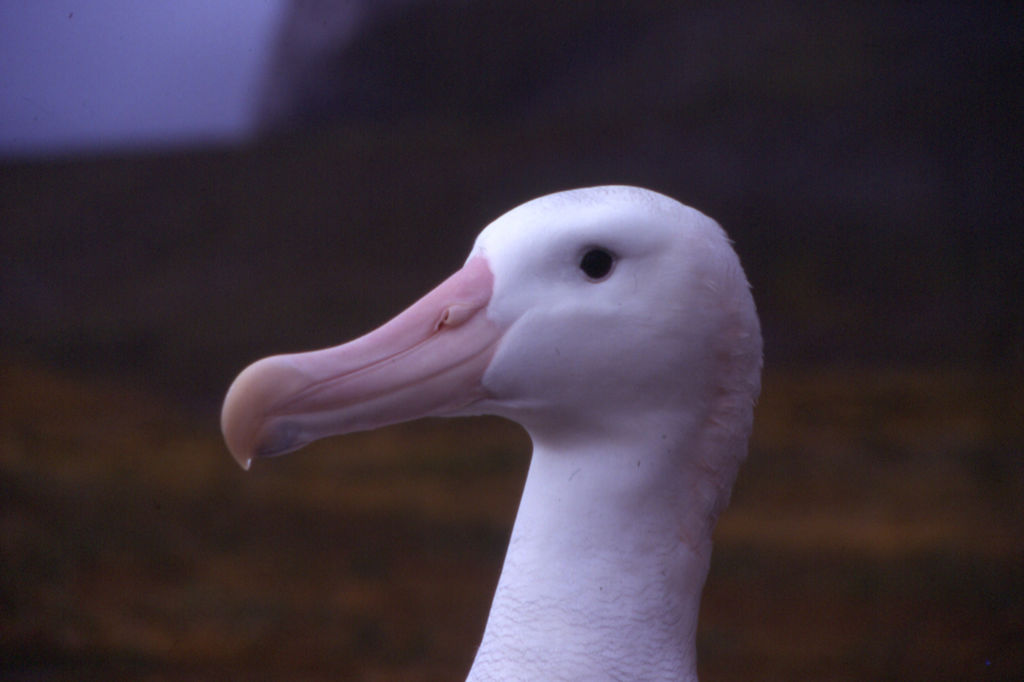
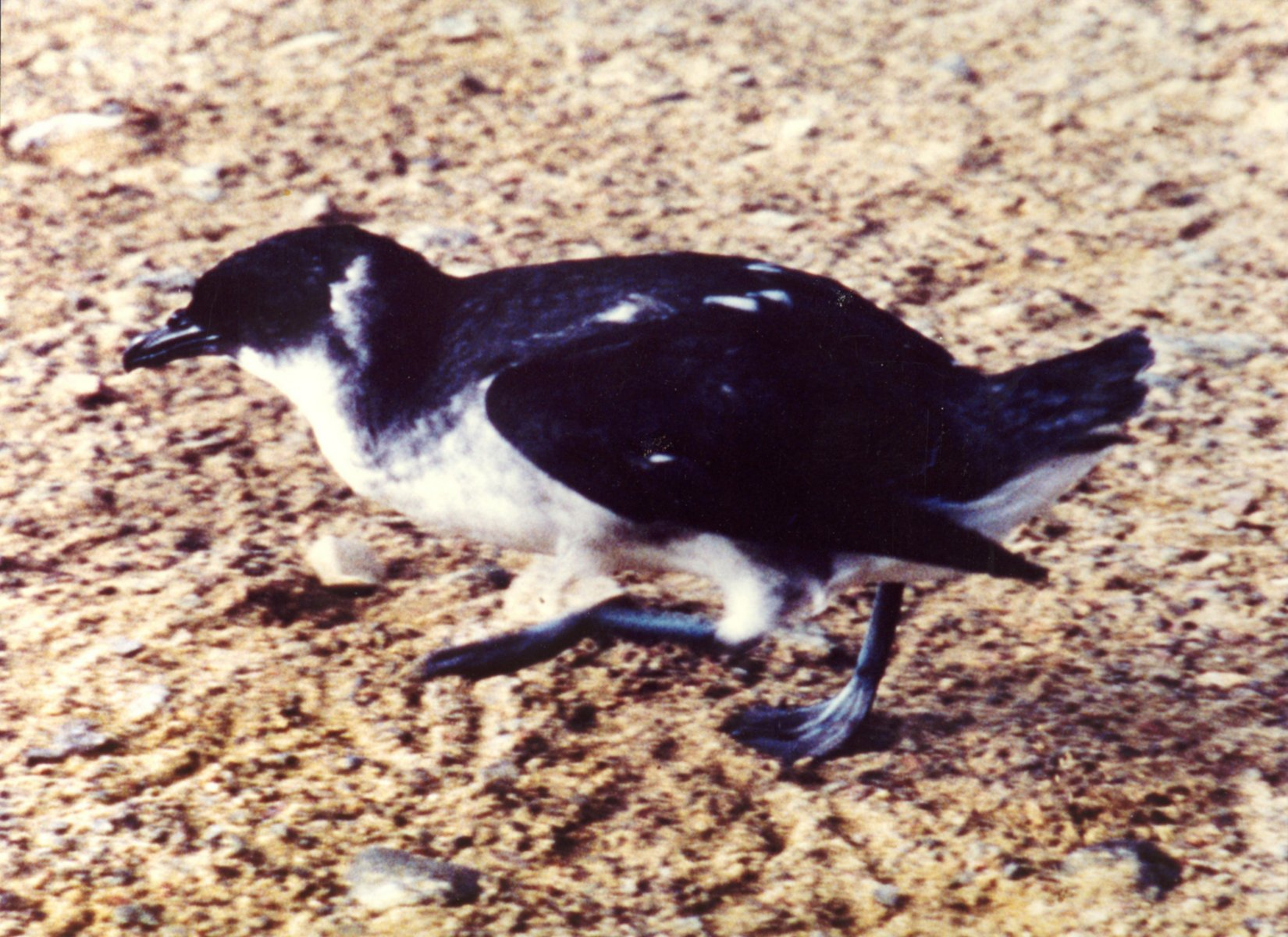